# غويون بلوفورد
غويون ستوارت بلوفورد جونيور (بالإنجليزية: Guion Bluford)‏ (وُلد في الثاني والعشرين من شهر نوفمبر عام 1942) هو مهندس أمريكي في مجال الطيران والفضاء الجوي، وضابط متقاعد في القوات الجوية الأمريكية وطائر مقاتل ورائد فضاء سابق لدى وكالة ناسا، وهو أول أمريكي من أصول أفريقية، وثاني شخص من أصول أفريقية، يصعد إلى الفضاء. قبل أن يصبح بلوفورد رائد فضاء، كان ضابطًا في القوات الجوية الأمريكية، وظلّ في منصبه حتى بعدما انتُدب إلى وكالة ناسا، فارتقى إلى رتبة عقيد (كولونيل). شارك بلوفورد في رحلات مكوك الفضاء بين عامي 1983 و1992، وبصفته عضوًا في طاقم مكوك الفضاء تشالنجر في الرحلة الثامنة المعروفة باسم STS–8، أصبح أول أمريكي أفريقي يصعد إلى الفضاء، وثاني شخص من أصول أفريقية أيضًا، بعد رائد الفضاء الكوبي أرنالدو تامايو مينديز.
في سنة 2002، أدرجه أستاذ الدراسات الأفريقية الأمريكي موليفي كيتي أسانتي ضمن قائمة أعظم مائة أمريكي أفريقي.

## حياته الشخصية

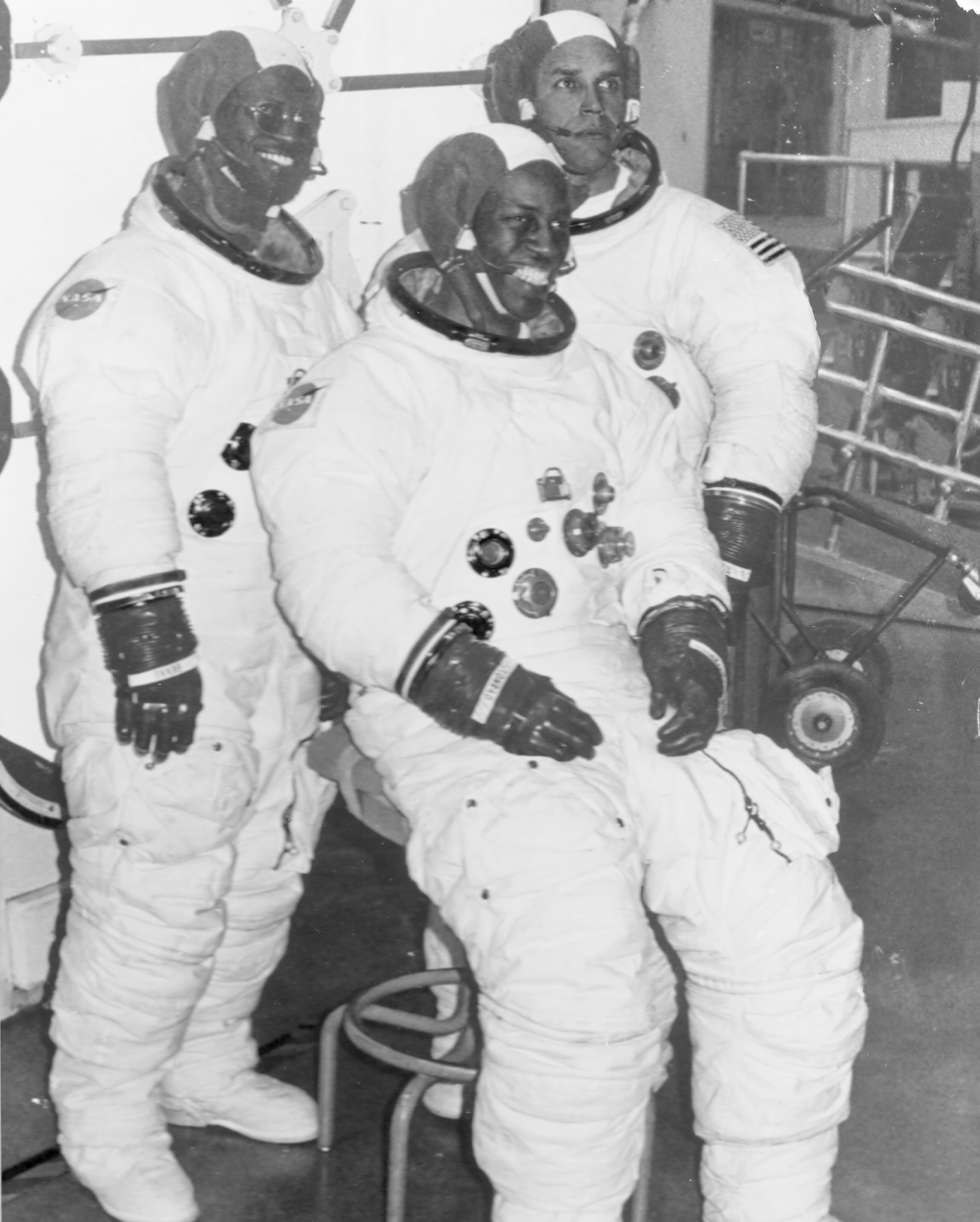
مرشحو رواد الفضاء رونالد ماكنير، وغويون بلوفورد، وفريدريك غريغوري

وُلد بلوفورد في مدينة فيلاديلفيا بولاية بنسلفانيا، وتخرج من ثانوية أوفربرووك عام 1960. حصل على درجة بكالوريوس في العلوم باختصاص هندسة الطيران والفضاء الجوي من جامعة ولاية بنسلفانيا عام 1964، ودرجة ماستر في هندسة الطيران والفضاء الجوي من معهد القوات الجوية الأمريكية للتكنولوجيا عام 1974، وشهادة دكتوراه في هندسة الطيران والفضاء الجوي باختصاص ثانوي في فيزياء الليزر، أيضًا من معهد القوات الجوية الأمريكية للتكنولوجيا، عام 1978، ودرجة ماستر في إدارة الأعمال من جامعة هيوستن–كلير ليك عام 1987.
من هواياته القراءة والسباحة والهرولة وكرة الراح وكرة اليد والغوص بجهاز التنفس المكتفي ذاتيًا (غوص سكوبا) ورياضة الغولف. تزوّج بلوفورد من ليندا تال عام 1964، وأنجبا صبيين هما غويون الثالث وجيمس.

## مسيرته في القوات الجوية الأمريكية
التحق بلوفورد ببرنامج تدريب للطيران في قاعدة ويليامز الجوية، وحصل على وسام طيار في شهر يناير عام 1966. التحق بعدها ببرنامج تدريب طاقم إف–4 فانتوم الثانية في أريزونا وفلوريدا، وأُرسل إلى سرب المقاتلات التكتيكية رقم 557، المتواجد في خليج كام ران في فيتنام. أنجز بلوفورد 144 مهمة قتالية، منها 65 مهمة حلّق فيها فوق شمال فيتنام.
في شهر يوليو عام 1967، التحق بجناح تدريب الطيران رقم 3630، الواقع في قاعدة شيبرد الجوية في تيكساس، بصفته طيار مساعد لطائرة نورثروب تي–38 تالون. عمل هناك بصفته ضابط توحيد المعايير والتقييم وبصفته مساعد قائد الرف. في بدايات العام 1971، التحق بلوفورد ببرنامج مدرسة ضابط السرب التعليمي وعاد منه بصفته ضابط الدعم الجوي لنائب القائد العام للعمليات وسكرتير الجناح.
في شهر أغسطس من عام 1972، دخل بلوفورد معهد القوات الجوية الأمريكية للتكنولوجيا في قاعدة رايت–باتيرسون الجوية في ولاية أوهايو. عقب تخرجه عام 1974 بدرجة الماستر، أُرسل إلى مختبر ديناميكا الطيران التابع للقوات الجوية الأمريكية في قاعدة رايت–باتيرسون الجوية بصفته مهندس تنمية وتطوير الموظفين. عمل بلوفورد نائب مدير المفاهيم المتقدمة في قسم الميكانيكا الجوية، ورئيس فرع الديناميكا الهوائية وهيكل الطائرة في المختبر. كتب بلوفورد ونشر عدة أوراق بحثية علمية في مجال جريان الموائع الحسابي.
سُجل لبلوفورد التحليق لمدة 5200 ساعة باستخدام الطائرات النفاثة، من بينها طائرة لوكهيد تي–33 وسيسنا تي–37 تويت ونورثروب تي–38 تالون وإف–4 فانتوم الثانية ولوكهيد يو–2 ونورثروب إف–5، يشمل ذلك تحليقه لمدة 1300 ساعة على متن طائرة نورثروب تي–38 بصفته مساعد طيران. يملك بلوفورد أيضًا رخصة طيار تجاري من إدارة الطيران الفيدرالية.